# Troć kaspijska
Troć kaspijska (Salmo caspius) – gatunek ryby z rodziny łososiowatych (Salmonidae).

## Występowanie i biologia
To sporny gatunek ryby z rodziny łososiowatych. Pochodzi z Eurazji, gdzie występuje wyłącznie w południowym basenie Morza Kaspijskiego. Ubarwienie ciemnoszare, a ciemne plamy z przodu ciała i na czubku głowy są otoczone niebieską obwódką. Po bokach i spodniej stronie znajdują się czerwone plamy, a także plama z przodu pokryw skrzelowych i plamy na płetwach grzbietowych. Ma lekko wciętą płetwę ogonową. Wcześniej długość jego ciała sięgała 133 cm, a waga 51 kg. Obecnie 86,7% połowu stanowią osobniki o długości 70–96 cm i wadze 2–7 kg. Tarło od października do stycznia. Chociaż historycznie uważany był za odrębny gatunek, najnowsze dowody sugerują, że Troć kaspijska, a także łosoś czarnomorski (Salmo labrax) i Salmo abanticus nie są odrębnymi gatunkami, lecz są odmianami pstrąga potokowego (Salmo trutta).